# Związek Młodzieży Chrześcijańskiej „Polska YMCA”

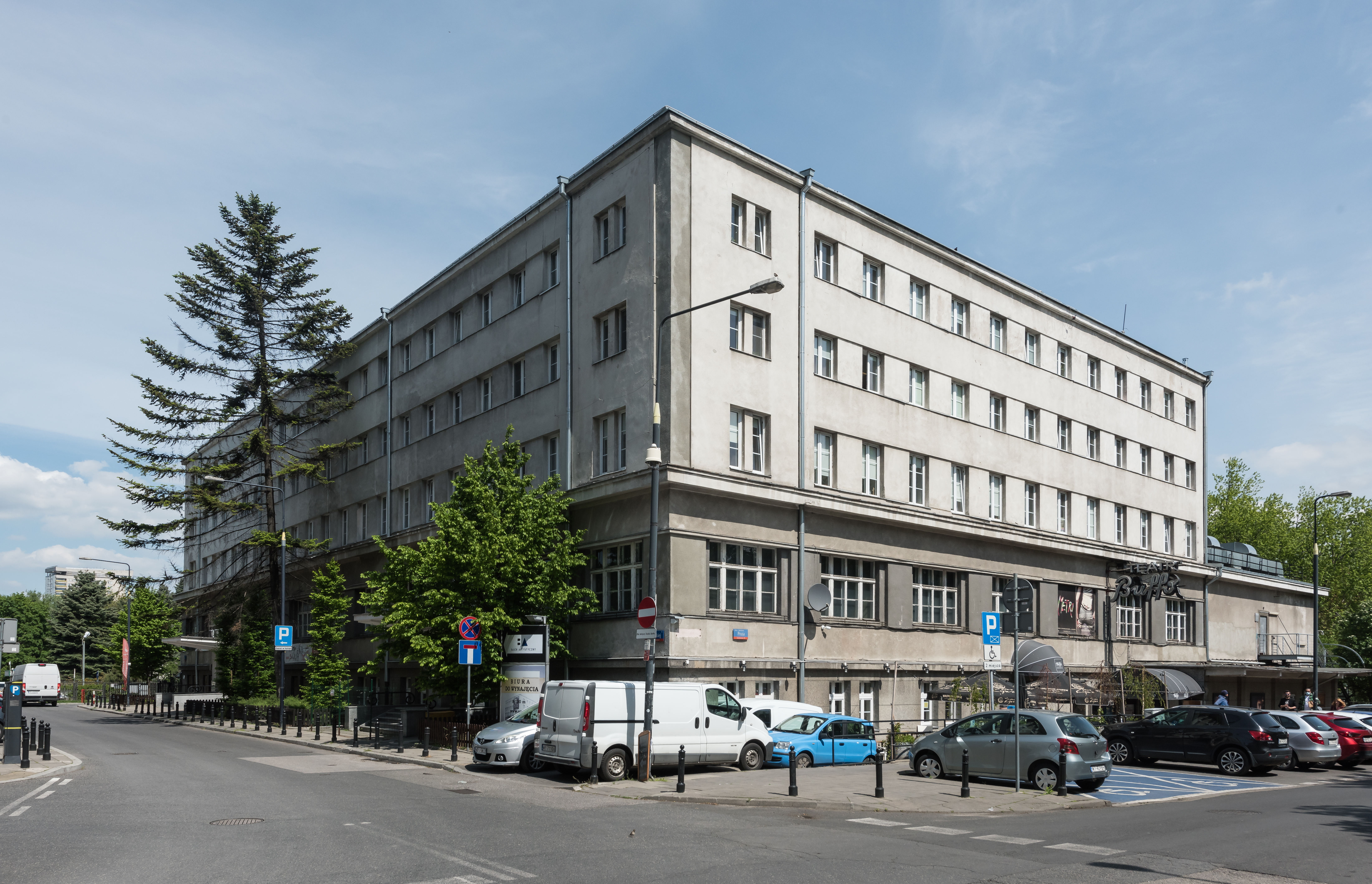
Budynek YMCA przy ul. Konopnickiej 6 w Warszawie

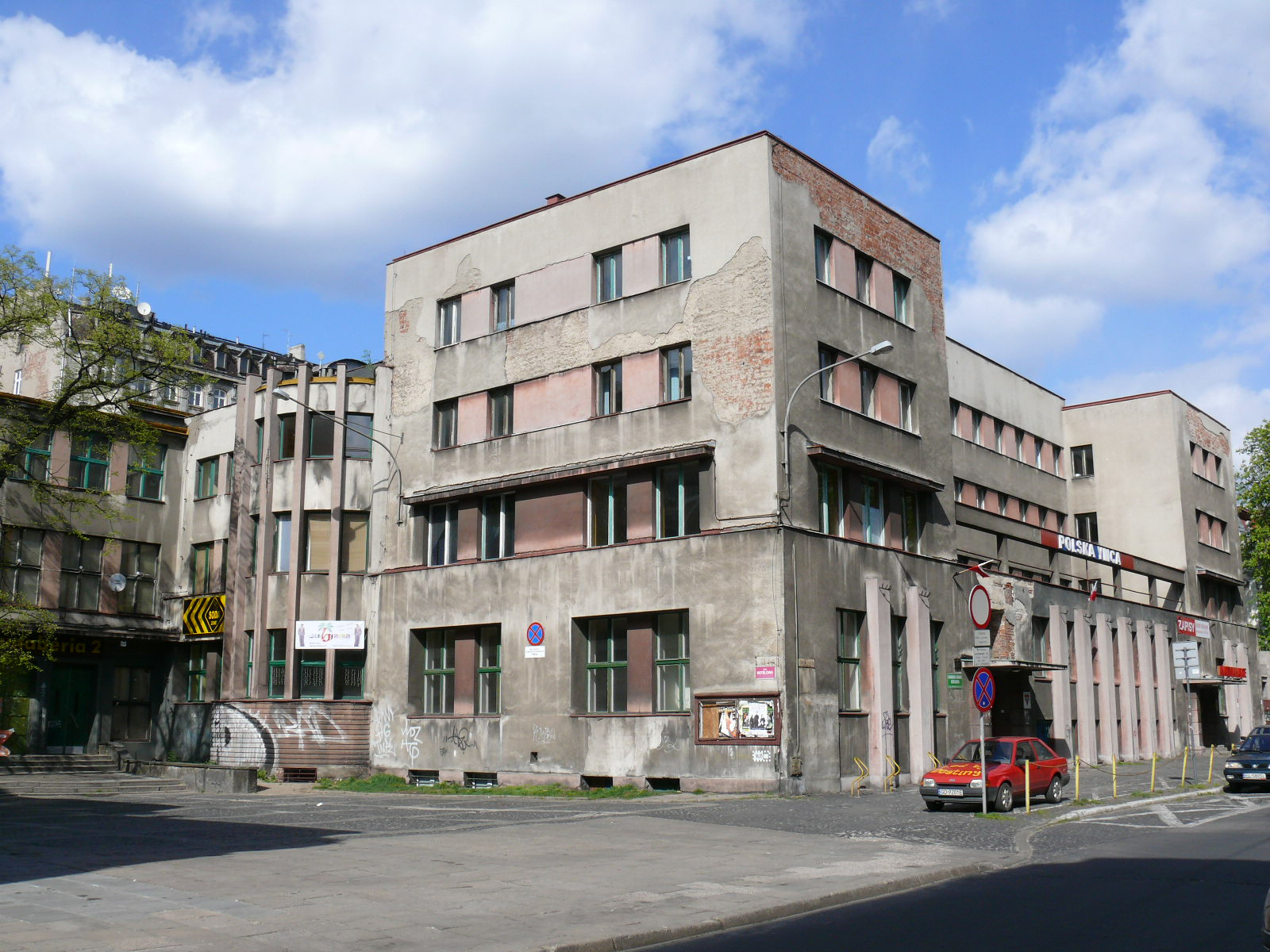
YMCA Łódź

Związek Młodzieży Chrześcijańskiej „Polska YMCA” – młodzieżowa organizacja społeczna, zbudowana na podstawach programowych międzynarodowej organizacji YMCA, której celem jest prowadzenie działalności opiekuńczej, charytatywnej, jak również edukacyjnej i wychowawczej w duchu chrześcijańskim. Członkami Polskiej YMCA mogą być chrześcijanie płci obojga.

## Historia
Polska YMCA powstała w roku 1923, gdy niepodległą już Polskę opuścili członkowie amerykańskiej YMCA (ang. Young Men’s Christian Association, pieszczotliwie „Ciocia Imcia”), którzy przybyli wraz z armią gen. Józefa Hallera, niosąc materialną i moralną pomoc osobom pokrzywdzonym w czasie wojny (m.in. opieka nad jeńcami wojennymi, repatriantami, zdemobilizowanymi żołnierzami, ubogimi studentami).
Amerykańska YMCA, kierowana w Polsce przez Paula Supera, zamknęła działalność w roku 1921. Podjęto wówczas decyzję o powołaniu społeczno-wychowawczego Związku Młodzieży Chrześcijańskiej – Polska YMCA. W roku 1922 zatwierdzono statut (30 marca) i powołano Centralny Komitet Polskiej YMCA, który kierował stowarzyszeniem przez pierwsze dwa lata. W skład Komitetu weszli m.in. profesorowie Leon Marchlewski i Stanisław Estreicher, generałowie Józef Czikel i Mieczysław Norwid-Neugebauer, przemysłowcy Alfred Grohman i Feliks Krusher, dyrektor Wileńskiego Okręgu Polskich Kolei Państwowych Emil Landsberg, minister zdrowia Witold Chodźko, minister opieki społecznej Ludwik Darowski, wiceminister edukacji Tadeusz Łopuszański, poeta Jan Kasprowicz, marszałek Sejmu Maciej Rataj. Pierwszym prezesem był Leon Marchlewski (1923–1933).
Okres dwudziestolecia międzywojennego był czasem prężnej działalności organizacji, wzrostu liczby członków, a także gromadzenia majątku – powstały m.in. stałe siedziby organizacji w Krakowie, Łodzi, Warszawie i Gdyni. Dalszy rozwój Polskiej YMCA został zatrzymany dopiero w czasie II wojny światowej – jej działalność, jak wielu innych organizacji, została wówczas zakazana przez okupanta. Ogniska polskiej YMCA powstawały wówczas na emigracji (np. w Londynie), a także przy polskich oddziałach wojskowych walczących u boku aliantów. Polskie YMCA działało m.in. przy Armii Andersa na Bliskim Wschodzie, organizując Dom Żołnierza w Bagdadzie. Pod auspicjami YMCA wydawane było w Wielkiej Brytanii pismo „Poradnik dla Pracowników Świetlic Żołnierskich”.
Na początku czerwca 1937 Rada Polska YMCA wręczyła marszałkowi Edwardowi Śmigłemu-Rydzowi dyplom Pierwszego Członka Honorowego YMCA.
Czas powojenny nie był dla organizacji łaskawy: reaktywowana w kwietniu 1945 roku, po czterech latach działalności została uznana przez władze komunistyczne za „narzędzie burżuazyjno-faszystowskiego wychowania, popierane przez zagranicznych mocodawców i sanacyjne czynniki rządzące”. Działalność organizacji została zakazana, a jej majątek znacjonalizowano.
Polska YMCA wznowiła działalność w roku 1990.